# Manuel Nájera
Manuel Nájera Siller (Cuautla de Morelos, 20 de dezembro de 1952) é um ex-futebolista mexicano que atuava como defensor.

## Carreira
Manuel Nájera fez parte do elenco da Seleção Mexicana de Futebol, na Copa do Mundo de  1978. 